# Salvatore Mereu
Salvatore Mereu (Dorgali, 17 marzo 1965) è un regista, sceneggiatore e produttore cinematografico italiano.

## Carriera
Si laurea al DAMS dell'Università di Bologna e si diploma poi in regia al Centro Sperimentale di Cinematografia di Roma. Autore di cortometraggi come Notte rumena (1996), Miguel (1999), Il mare (2004).
Il suo primo lungometraggio è del 2003, dal titolo Ballo a tre passi, suddiviso in quattro episodi, uno per ogni stagione dell'anno. Questo primo lavoro vince nella sezione "Settimana Internazionale della Critica" alla 60ª Mostra internazionale d'arte cinematografica di Venezia, e gli vale il David di Donatello per il miglior regista esordiente nel 2004. Il suo secondo lungometraggio, Sonetàula, tratto dall'omonimo romanzo di Giuseppe Fiori, è del 2008, presentato alla Berlinale nella sezione "Panorama". Il suo terzo lungometraggio, Bellas mariposas, del 2012, tratto dall'omonimo racconto di Sergio Atzeni, è stato selezionato in concorso alla sezione "Orizzonti" della 69ª Mostra del cinema di Venezia.
Nel 2020, Mereu dirige il film drammatico Assandira, una trasposizione cinematografica dell'omonimo romanzo del 2004 di Giulio Angioni, presentato fuori concorso alla 77ª Mostra internazionale d'arte cinematografica di Venezia. Nel 2022 dirige il film drammatico Bentu, liberamente tratto da Il vento e altri racconti di Antonio Cossu, e presentato in anteprima alla 79ª Mostra internazionale d'arte cinematografica di Venezia.

## Filmografia

### Regista e sceneggiatore
- Notte rumena - cortometraggio (1995)
- Ballo a tre passi (2003)
- Sonetàula (2008)
- Tajabone (2010)
- Bellas mariposas (2012)
- Transumanza - cortometraggio (2013)
- La vita adesso - cortometraggio (2013)
- Futuro prossimo - cortometraggio (2017)
- Assandira (2020)
- Bentu (2022)

## Premi e riconoscimenti
- Mostra internazionale del cinema di Venezia premio della critica per miglior regista esordiente per Ballo a tre passi 2003
- David di Donatello per il miglior regista esordiente 2004
- Ciak d'oro per la migliore opera prima 2004[11]